# 10895 Aynrand
10895 Aynrand eller 1997 TC18 är en asteroid i huvudbältet som upptäcktes 11 oktober 1997 av den amerikanske astronomen George R. Viscome vid Rand-observatoriet. Den är uppkallad efter den amerikanska författaren och filosofen, Ayn Rand.
Asteroiden har en diameter på ungefär 4 kilometer.